# Língua luiseña
A língua Luiseño é um idioma  Uto-Asteca da Califórnia, falada pelo povo nativo americano Luiseño, o qual ao tempo do contato com os colonizadores espanhóis no século XVI, habitavam o litoral da Califórnia meridional, desde a porção sul condado de Los Angeles até o norte do condado de San Diego, uma faixa de 30 milhas de largura. O povo é chamado "Luiseño" devido a sua proximidade com a Missão Católica "San Luis Rey de Francia".
A língua está em sério perigo de extinção, mas já existe um ativo processo de revitalização, assistido por linguítas da Universidade da Califórnia. A reserva indígena Pechanga provê aulas da língua para crianças e em 2013 a tribo começou a preparação de um curso de graduação em Luiseño´na “California State University, San Bernardino"
Desde 2012, há em Luiseño um video game para Nintendo DS usado para ensinar a língua aos jovens..
O dialeto falado pelo povo Juaneño está extinto.

## Morfologia
O Luiseño é uma língua aglutinativa, na qual as palavras usam sufixos complexos com vários objetivos com muitos morfemas ligados entre si.

## Fonologia

### Vogais
Luiseño tem cinco fonemas vogais.
|         | Anterior | Central | Posterior |
| ------- | -------- | ------- | --------- |
| Fechada | i        |         | u         |
| Medial  | e        |         | o         |
| Aberta  |          | a       |           |

### Consoantes
Luiseño tem um rico inventário de sons consoantes.
|             |             | Labial | Dental | Alveolar | Palatal | Velar  | Uvular | Glotal |
| ----------- | ----------- | ------ | ------ | -------- | ------- | ------ | ------ | ------ |
| Nasal       | Nasal       | m [m]  | n [n]  |          |         | ng [ŋ] |        |        |
| Oclusiva    | Surda       | p [p]  | t [t]  |          | ch [tʃ] | k [k]  | q [q]  | ' [ʔ]  |
| Oclusiva    | Sonora      | b [b]  | d [d]  |          |         | g (ɡ)  |        |        |
| Fricativa   | Surda       | f [f]  | s [s̪]  | z [s̺]    | sh [ʃ]  |        | x [χ]  | h [h]  |
| Fricativa   | Sonora      | v [v]  | th [ð] |          |         |        |        |        |
| Aproximante | Aproximante |        | l [l]  |          | y [j]   | w [w]  |        |        |
| Vibrante    | Vibrante    |        | r [ɾ]  |          |         |        | g [ʀ]  |        |

## Ortografia

### Sistemas
Junto com uma forte tradição oral, Luiseño tem uma tradição escrita que vem desde os tempos do ConquistadorEspanhol de San Diego. Pablo Tac (1822–1841), um falante nativo da língua convertido ao Catolicismo, foi o primeiro a desenvolver uma ortografia para sua língua nativa. Essa ortografia se baseou muito naquela da língua castelhana que ele aprendeu na juventude.

Embora Luiseno não tenha uma ortografia padrão, aquela comumente aceita é a implementada em salas de aula das reservas e campi universitários em San Diego, onde o idioma é ensinado. As várias ortografias usadas para escrever a língua mostra influências de Espanhol, Inglês e IPA.
| IPA                      | Pablo Tac (1830s) | Sparkman (1900) | Moderna |
| ------------------------ | ----------------- | --------------- | ------- |
| (Vogal longa, Ex.. /iː/) | ii                | i•              | ii      |
| /tʃ/                     | c´                | č               | ch      |
| /ʃ/                      | s´                | š               | sh      |
| /q/                      | q´                | q               | q       |
| /ʔ/                      | '                 | ʔ               | '       |
| /x/                      | j                 | x               | x       |
| /ð/                      |                   | δ               | th / ð  |
| /ŋ/                      | n´                | ŋ               | ng / ñ  |
| /j/                      | y                 | y               | y       |

### Amostras de textos
Pai Nosso] (or the Our Father) em Luiseño, conforme in The Sparkman Grammar of Luiseño:
Cham-na’ tuupaña aaukat cham-cha oi ohó’vanma.
Toshño om chaami.
Loví’i om hish mimchapun ivá’ ooxñ tuupaña axáninuk.
Ovi om chaamik cham-naachaxoni choun teméti.
Maaxaxan-up om chaamik hish aláxwichi chaam-lo’xai ivianáninuk chaam-cha maaxaxma pomóomi chaami hish pom-lo’xai aláxwichi.
Tuusho kamíí’i chaami chaam-lo’xai hish hichakati.
Kwavcho om chaami.
Our-father / sky-in / being / we / you / believe / always.
Command / you / us.
Do / you / anything / whatever / here / earth-on / sky-in / as.
Give / you / us-to / our-food / every / day.
Pardon / you / us-to / anything / bad / our-doing / this as /we / pardon / them / us / anything / their-doing / bad.
Not / allow / us / our-doing / anything / wicked.
Care / you / us.